# انتشارات سی‌آرسی
انتشارات سی‌آرسی(به انگلیسی: CRC Press)یک انتشارات بین‌المللی که مالک آن شرکت تیلور و فرانسیس که خود زیرمجموعه اینفورما است.

## تاریخچه انتشارات سی‌آرسی
انتشارات سی‌آرسی به عنوان شرکت لاستیک شیمیایی (CRC) در سال ۱۹۰۳ توسط برادران آرتور، لئو و امانوئل فریدمن در کلیولند، اوهایو، با گسترش شرکت قبلی آرتور، که فروش آزمایشگاهی لاستیکی را در سال ۱۹۰۰ آغاز کرده بود، تأسیس شد. این شرکت به تدریج گسترش یافت و فروش تجهیزات آزمایشگاهی به شیمیدانان را شروع کرد. در سال ۱۹۱۳ سی‌آرسی یک کتابچه راهنمای کوتاه (۱۱۶ صفحه ای) به نام کتابچه راهنمای لاستیکی را ارائه کرد. از آن زمان، کتاب راهنمای لاستیک به کتاب شاخص CRC(هندبوک شیمی و فیزیک سی‌آرسی) تبدیل شده‌است.
در سال ۱۹۶۴، مدیران سی‌آرسی تصمیم گرفتند بر روی سرمایه‌گذاری‌های انتشاراتی خود تمرکز کند و در سال ۱۹۷۳ این شرکت نام خود را به شرکت انتشارات سی‌آرسی تغییر داد و از تولید خارج شد.
در سال ۱۹۸۶ انتشارات سی‌آرسی توسط شرکت آینه تایمز خریداری شد. شرکت آینه تایمز بررسی امکان فروش انتشارات سی‌آرسی را در سال ۱۹۹۶ آغاز کرد و در دسامبر فروش سی‌آرسی را به Information Ventures اعلام کرد. در سال ۲۰۰۳، انتشارات سی‌آرسی بخشی از گروه تیلور و فرانسیس شد، که در سال ۲۰۰۴ بخشی از ناشر بریتانیا اینفورما شد.